# كتيلة زفرية
كتيلة زفرية (الاسم العلمي:Chiliadenus iphionoides) هي نوع من النباتات تتبع جنس الكتيلة من الفصيلة النجمية.